# Göteborg (1696)
Göteborg (50 kanoner) var ett svenskt linjeskepp, som byggdes 1696 under ledning av av J. Falk i Karlskrona. Hon deltog i expeditionerna mot Danmark 1700 och i Femern 1715, varvid hon förlorades till Danmark.